# Giovanni I Cornaro
Giovanni I Cornaro, (även känd som Giovanni Corner) född 1551 i Venedig, död 1629, var en venetiansk adelsman och politiker som tjänade som doge av Venedig från 1625 till sin död 1629. Giovanni I Cornaro var en framstående medlem av den inflytelserika Cornaro-familjen, som spelade en viktig roll i Venedigs politiska och ekonomiska liv under renässansen. 
Giovanni I Cornaro föddes 1551 i Venedig som son till Marco Cornaro och Cecilia Grimani. Han var en ättling av den välbärgade och inflytelserika Cornaro-familjen, som var aktiv inom både politiken och affärsvärlden i Venedig under renässansen. Cornaro påbörjade sin politiska karriär som en ung man och tjänstgjorde i olika politiska befattningar, bland annat som medlem av Senaten och som ambassadör till påven.
År 1625 valdes Giovanni I Cornaro till doge av Venedig, en titel som innebar att han blev republikens högste ämbetsman. Han efterträdde Nicolo Contarini och blev den 96:e dogen i Venedigs historia. Under sin tid som doge strävade Cornaro efter att bibehålla Venedigs neutralitet i konflikterna som rasade i Europa, särskilt under Trettioåriga kriget som pågick mellan 1618 och 1648.
Giovanni I Cornaro gynnade handelsrelationer och ekonomisk tillväxt och försökte minska statsskulderna genom att införa ekonomiska reformer. Hans dogeskap präglades av en vilja att bevara Venedigs självständighet och makt i en tid då andra europeiska stater försökte expandera sina territorier.
Giovanni I Cornaro gifte sig med Laura Morosini, en annan medlem av Venedigs adliga skikt. Tillsammans fick de flera barn, däribland Marco, som senare skulle bli en framstående politiker och militär ledare i Venedig.
Giovanni I Cornaro avled 1629 efter att ha tjänstgjort som doge i fyra år. Hans arv som doge präglas av hans strävan efter att bevara Venedigs självständighet och hans försök att stabilisera stadens ekonomi. Giovanni I Cornaro begravdes i kyrkan Santa Maria della Carità i Venedig, där hans grav än idag kan besökas.
Giovanni I Cornaro minns idag som en betydande politisk ledare under en av Venedigs mest kritiska perioder i dess historia. Hans insatser för att bevara Venedigs neutralitet och ekonomiska stabilitet bidrog till att stärka republikens position på den europeiska scenen under en tid av stor osäkerhet och konflikt. Hans ledarskap och diplomatiska färdigheter har hyllats som några av de faktorer som bidrog till att Venedig kunde behålla sin självständighet och överleva som en republik i en tid då många andra stater kollapsade eller förlorade sin självständighet till mäktigare riken.
Trots att Giovanni I Cornaro dogeskap var relativt kort, lämnade han ett betydande arv som en av Venedigs mest respekterade doger. Hans insatser för att bevara Venedigs unika politiska och ekonomiska position i Europa har fortsatt att inspirera efterföljande generationer av venetianska ledare och har bidragit till att forma bilden av Venedig som en framstående och oberoende sjöfartsrepublik.
Giovanni I Cornaro arv lever vidare genom hans ättlingar, som fortsatte att spela en aktiv roll i Venedigs politiska och kulturella liv långt efter hans död. Cornaro-familjen bidrog till att upprätthålla Venedigs rika konstnärliga och kulturella traditioner och lämnade ett varaktigt avtryck på stadens arkitektur, litteratur och konstvärld.
I modern tid har Giovanni I Cornaro studerats av historiker och forskare som en viktig figur i Venedigs historia och som en symbol för republikens uthållighet och självständighet under svåra omständigheter. Hans liv och gärningar fortsätter att ge viktig insikt i Venedigs politiska och sociala strukturer under renässansen och erbjuder en unik inblick i det politiska landskapet i en tid av stor förändring och konflikt.